# Luci Memmi
Luci Memmi (en llatí Lucius Memmius) va ser un orador romà del segle i aC. Formava part de la gens Mèmmia, una gens romana d'origen plebeu.
Va adquirir notorietat durant la guerra entre Luci Corneli Sul·la i el partit marià, originat en Gai Mari i continuat per Luci Corneli Cinna i altres, entre l'any 87 aC i el 81 aC. Ciceró diu que Memmi era partidari de Gai Mari.